# Hana Smičková-Látalová
Hana Smičková-Látalová (* 15. října 1958) je česká choreografka a tanečnice. Je uměleckou ředitelkou, choreografkou a sólistkou brněnského Tanečního divadla Mimi Fortunae.
V roce 1985 založila Taneční divadlo Mimi Fortunae a začala pro něj vytvářet vlastní taneční styl a choreografie. Ve svých představeních se objevovala v mnoha tanečních rolích s výrazným citovým nábojem a hereckou mimikou. První choreografické práce vedly k vytvoření tzv. historického scénického tance, jehož je TD Mimi Fortunae patrně v České republice zakladatelem.[zdroj⁠?!]
Studium moderního baletu u zahraničních pedagogů a tanečníků přivedlo Hanu Smičkovou‑Látalovou k moderní choreografii – contemporary dance.
Od roku 2002 je Hana Smičková-Látalová zařazena mezi žijící osobnosti kultury a umění České republiky v almanachu »Who is…« (ČR) a od roku 2006 je vedena v Českém almanachu osobností.

## Ocenění
- 1991 Prémie za nejlepší povinnou choreografii na profesionální III. Choreografické přehlídce ČSFR.
- 1995 IV. profesionální přehlídka ČR a SR byla choreografie »Slova« oceněna Cenou za choreografii. »Slova« byla vybrána i do galavečera mezinárodní choreografické soutěže Prix Volinine na Nové scéně v Praze a byla uváděna mimo jiné na Festivalu evropského umění v New Delhi, Indie.
- 1998 byla »Carmina Burana« s choreografií Hany Smičkové‑Látalové a v provedení TD MIMI FORTUNAE objednána pro zahájení kulturní sezóny v holandském Utrechtu. Choreografie k inscenaci »Balady o smrti« byla v roce 1999 zařazena mezi devět nejlepších tanečních inscenací v České republice a na Slovensku.
- 2003 Historické tance Hany Smičkové-Látalové vybrány pro prestižní prezentaci brněnského umění v anglickém Leedsu, stejně tak v roce 2004 pro turné TD MIMI FORTUNAE, pořádané českými centry v Texasu, USA. Moderní choreografie pak již čtyřikrát ocenilo obecenstvo ve státech severní Indie.
- 2008 Choreografie »JÁ« získala ocenění taneční přehlídky »Tanec, Tanec 2008« a rovněž II. cenu na »International Jazz Dance Open Festival« v Pardubicích.
- 2009 choreografie »Kult«, »Stín« a »Svatba« byly uváděny na mezinárodním festivalu evropského umění »Kingdom of Peace« v Jordánském království, i za přítomnosti jordánské princezny. Duet »Stín«, který Hana vytvořila a tančí se sólistkou Miroslavou Starou, byl předveden ve skalním městě Petra.

## Choreografie
- 1986 Smíchy a smutek
- 1987 Carmeniana
- 1988 Miniatury, Modlitba kamene, Il Ballo Dele Ingrate, Concierto De Aranjuez
- 1990 François Villon: »…teď na krk oprátku ti věší…«
- 1991 Exodus, Dilema srdce
- 1992 Zrcadlo věků, Velké prádlo, Pro patria, Gotická hospoda (společně s
- 1993 Ptáci
- 1994 Sedm pro mých sladkých šestnáct
- 1996 Malý princ, Slova
- 1998 Carmina burana
- 1999 Balady o smrti
- 2000 Balada pařížská aneb Francois Villon se vrací
- 2001 Ber kde ber, Světlo v plameni
- 2002 Dárky víly Agnes
- 2003 Masková Pavana s jablky, Keltský obřad Beltaine Archivováno 5. 3. 2016 na Wayback Machine., Plesové tance Renesance
- 2004 Lehká ironie renesance Archivováno 11. 6. 2020 na Wayback Machine.
- 2005 BÝT ČI NEBÝT
- 2006 Tygr z Indie, Dědictví Archivováno 11. 6. 2020 na Wayback Machine.